# Lijst van voetbalinterlands Burundi - Somalië
Deze lijst van voetbalinterlands is een overzicht van alle officiële voetbalwedstrijden tussen de nationale teams van Burundi en Somalië. De landen speelden tot op heden tien keer tegen elkaar. De eerste ontmoeting, een kwalificatiewedstrijd voor de Afrika Cup 1976, werd gespeeld op 10 augustus 1974 in Mogadishu. Het laatste duel, een groepswedstrijd tijdens de CECAFA Cup 2019, werd gespeeld in Kampala (Oeganda) op 13 december 2019.

## Wedstrijden
| №  | Plaats        | Datum            | Competitie                   | Wedstrijd         | Uitslag |
| -- | ------------- | ---------------- | ---------------------------- | ----------------- | ------- |
| 1  | Mogadishu     | 10 augustus 1974 | Afrika Cup 1976 kwalificatie | Somalië − Burundi | 0 − 2   |
| 2  | Bujumbura     | 24 augustus 1974 | Afrika Cup 1976 kwalificatie | Burundi − Somalië | 0 − 1   |
| 3  | Kigali        | 27 juli 1999     | CECAFA Cup 1999              | Burundi − Somalië | 3 − 0   |
| 4  | Kampala       | 25 november 2000 | CECAFA Cup 2000              | Somalië − Burundi | 0 − 3   |
| 5  | Dar es Salaam | 10 december 2007 | CECAFA Cup 2007              | Burundi − Somalië | 3 − 0   |
| 6  | Dar es Salaam | 28 november 2010 | CECAFA Cup 2010              | Burundi − Somalië | 2 − 0   |
| 7  | Dar es Salaam | 25 november 2011 | CECAFA Cup 2011              | Burundi − Somalië | 4 − 1   |
| 8  | Kampala       | 25 november 2012 | CECAFA Cup 2012              | Burundi − Somalië | 5 − 1   |
| 9  | Machakos      | 28 november 2013 | CECAFA Cup 2013              | Burundi − Somalië | 2 − 0   |
| 10 | Kampala       | 13 december 2019 | CECAFA Cup 2019              | Burundi − Somalië | 0 − 1   |

## Samenvatting
| Competitie              | Totaal gespeeld | Winst Burundi | Gelijk | Winst Somalië | Doelsaldo Burundi – Somalië |
| ----------------------- | --------------- | ------------- | ------ | ------------- | --------------------------- |
| Afrika Cup-kwalificatie | 2               | 1             | 0      | 1             | 2 − 1                       |
| CECAFA Cup              | 8               | 7             | 0      | 1             | 22 − 3                      |
| Totaal                  | 10              | 8             | 0      | 2             | 24 − 4                      |

Wedstrijden bepaald door strafschoppen worden, in lijn met de FIFA, als een gelijkspel gerekend.
FFB · Burundees vrouwenelftal · Olympisch elftal
Interlands
Tegenstander:
Algerije ·
Angola ·
Bahrein ·
Bangladesh ·
Benin ·
Botswana ·
Burkina Faso ·
Centraal-Afrikaanse Republiek ·
Comoren ·
Congo-Brazzaville ·
Congo-Kinshasa ·
Djibouti ·
Egypte ·
Eritrea ·
Ethiopië ·
Gabon ·
Gambia ·
Ghana ·
Guinee ·
Indonesië ·
Ivoorkust ·
Kameroen ·
Kenia ·
Lesotho ·
Liberia ·
Madagaskar ·
Malawi ·
Mali ·
Marokko ·
Mauritanië ·
Mauritius ·
Myanmar ·
Namibië ·
Niger ·
Nigeria ·
Oeganda ·
Palestina ·
Rwanda ·
Senegal ·
Seychellen ·
Sierra Leone ·
Soedan ·
Somalië ·
Tanzania ·
Tunesië ·
Zambia ·
Zimbabwe ·
Zuid-Afrika ·
Zuid-Soedan
SFF · A-internationals
1970-1979 ·
1980-1989 ·
1990-1999 ·
2000-2009 ·
2010-2019 ·
2020-2029
1972 ·
1973 · 
1974 · 
1975 · 
1976 · 
1977 · 
1978 · 
1979 ·
1980 · 
1981 ·
1982 · 
1983 · 
1984 · 
1985 · 
1986 · 
1987 ·
1988 ·
1989 ·
1990 ·
1991 ·
1992 ·
1993 ·
1994 · 
1995 · 
1996 ·
1997 ·
1998 ·
1999 · 
2000 · 
2001 · 
2002 · 
2003 · 
2004 · 
2005 · 
2006 · 
2007 · 
2008 · 
2009 · 
2010 · 
2011 · 
2012 ·
2013 ·
2014 ·
2015 ·
2016 ·
2017 ·
2018 ·
2019 ·
2020 ·
2021 ·
2022 ·
2023
Algerije ·
Botswana ·
Burundi ·
China ·
Djibouti ·
Egypte ·
Eritrea ·
Ethiopië ·
Ghana ·
Guinee ·
Kameroen ·
Kenia ·
Libanon ·
Malawi ·
Marokko ·
Mauritanië ·
Mozambique ·
Niger ·
Oeganda ·
Oman ·
Rwanda ·
Sierra Leone ·
Soedan ·
Swaziland ·
Tanzania ·
Tunesië ·
Zambia ·
Zimbabwe ·
Zuid-Soedan